# ذبيح الله مجاهد
ذبيح الله مجاهد (7 فبراير 1978-) هو الناطق الرسمي باسم حركة طالبان الأفغانية. تم تعيينه في يناير 2007. ويتواصل بشكل منتظم مع الصحفيين الأفغان عبر المكالمات الهاتفية والرسائل النصية ورسائل البريد الإلكتروني وتويتر وإعلانات منشورة على مواقع الجهاديين. يتقن اللغة البشتوية (لغته الأم) والفارسية، كما أنه لديه إلمام بعض اللغات الأخرى كالعربية والإنجليزية والأوردية.